# Grand Prix-seizoen 1933
Het Grand Prix-seizoen 1933 was het eerste Grand Prix-jaar van de pauze van het Europees kampioenschap. Het seizoen begon op 19 februari en eindigde op 21 oktober na vijf Grandes Épreuves en 32 andere races.

## Kalender

### Grandes Épreuves
| Ronde | Datum        | Grand Prix | Circuit           | Winnaar          | Constructeur | Verslag |
| ----- | ------------ | ---------- | ----------------- | ---------------- | ------------ | ------- |
| 1     | 23 april     | Monaco     | Monaco            | Achille Varzi    | Bugatti      | verslag |
| 2     | 11 juni      | Frankrijk  | Linas-Montlhéry   | Giuseppe Campari | Maserati     | verslag |
| 3     | 9 juli       | België     | Spa-Francorchamps | Tazio Nuvolari   | Maserati     | verslag |
| 4     | 10 september | Italië     | Monza             | Luigi Fagioli    | Alfa Romeo   | verslag |
| 5     | 24 september | Spanje     | Lasarte           | Louis Chiron     | Alfa Romeo   | verslag |

### Andere races
| Datum        | Land             | Racenaam                     | Circuit        | Winnaar                 | Constructeur  | Verslag |
| ------------ | ---------------- | ---------------------------- | -------------- | ----------------------- | ------------- | ------- |
| 19 februari  | Frankrijk        | Grand Prix van Pau           | Pau            | Marcel Lehoux           | Bugatti       | verslag |
| 26 februari  | Zweden           | Winter Grand Prix van Zweden | Rämen          | Per Victor Widengren    | Alfa Romeo    | verslag |
| 5 maart      | Zweden           | Zweedse IJsrace              | Hemfjärden     | Paul Pietsch            | Alfa Romeo    | verslag |
| 26 maart     | Tunesië          | Grand Prix van Tunis         | Carthago       | Tazio Nuvolari          | Alfa Romeo    | verslag |
| 30 april     | Italië           | Alessandria Circuit          | Alessandria    | Tazio Nuvolari          | Alfa Romeo    | verslag |
| 7 mei        | Italië           | Grand Prix van Tripoli       | Mellaha        | Achille Varzi           | Bugatti       | verslag |
| 7 mei        | Finland          | Grand Prix van Finland       | Eläintarharata | Karl Ebb                | Mercedes-Benz | verslag |
| 21 mei       | Duitsland        | Avusrennen                   | AVUS           | Achille Varzi           | Bugatti       | verslag |
| 21 mei       | Frankrijk        | Grand Prix van Picardië      | Péronne        | Philippe Étancelin      | Alfa Romeo    | verslag |
| 28 mei       | Duitsland        | Eifelrennen                  | Nürburgring    | Tazio Nuvolari          | Alfa Romeo    | verslag |
| 4 juni       | België           | Grand Prix des Frontières    | Chimay         | Willy Longueville       | Bugatti       | verslag |
| 4 juni       | Frankrijk        | Provence Trophy              | Nîmes          | Marcel Jacob            | Bugatti       | verslag |
| 4 juni       | Frankrijk        | Grand Prix van Nîmes         | Jean Jaurès    | Tazio Nuvolari          | Alfa Romeo    | verslag |
| 11 juni      | Italië           | Florence Circuit             | Florence       | Carlo Felice Trossi     | Alfa Romeo    | verslag |
| 11 juni      | Polen            | Grand Prix van Lviv          | Lviv           | Eugen Bjørnstad         | Alfa Romeo    | verslag |
| 25 juni      | Spanje           | Grand Prix van Penya Rhin    | Montjuïc Park  | Juan Zanelli            | Alfa Romeo    | verslag |
| 1 juli       | Groot-Brittannië | British Empire Trophy        | Brooklands     | Stanislas Czaykowski    | Bugatti       | verslag |
| 2 juli       | Frankrijk        | Grand Prix de la Marne       | Reims-Gueux    | Philippe Étancelin      | Alfa Romeo    | verslag |
| 14 juli      | Groot-Brittannië | Mannin Moar                  | Douglas        | Brian Lewis             | Alfa Romeo    | verslag |
| 16 juli      | Frankrijk        | Grand Prix van Dieppe        | Dieppe         | Marcel Lehoux           | Bugatti       | verslag |
| 30 juli      | Italië           | Coppa Ciano                  | Montenero      | Tazio Nuvolari          | Maserati      | verslag |
| 6 augustus   | Zweden           | Zomer Grand Prix van Zweden  | Norra Vram     | Antonio Brivio          | Alfa Romeo    | verslag |
| 6 augustus   | Frankrijk        | Grand Prix van Nice          | Nice           | Tazio Nuvolari          | Maserati      | verslag |
| 13 augustus  | Italië           | Coppa Acerbo                 | Pescara        | Luigi Fagioli           | Alfa Romeo    | verslag |
| 13 augustus  | Frankrijk        | Grand Prix van La Baule      | La Baule       | William Grover-Williams | Bugatti       | verslag |
| 20 augustus  | Frankrijk        | Grand Prix du Comminges      | Saint-Gaudens  | Luigi Fagioli           | Alfa Romeo    | verslag |
| 27 augustus  | Frankrijk        | Grand Prix van Marseille     | Miramas        | Louis Chiron            | Alfa Romeo    | verslag |
| 27 augustus  | Frankrijk        | Grand Prix van Albi          | Albi           | Louis Braillard         | Bugatti       | verslag |
| 10 september | Italië           | Grand Prix van Monza         | Monza          | Marcel Lehoux           | Bugatti       | verslag |
| 17 september | Tsjechoslowakije | Masaryk Circuit              | Brno           | Louis Chiron            | Bugatti       | verslag |
| 7 oktober    | Groot-Brittannië | Donington Park Trophy        | Donington Park | Earl Howe               | Bugatti       | verslag |
| 21 oktober   | Groot-Brittannië | Mountain Championship        | Brooklands     | Whitney Straight        | Maserati      | verslag |

1894 · 1895 · 1896 · 1897 · 1898 · 1899 · 1900 · 1901 · 1902 · 1903 · 1904 · 1905 · 1906 · 1907 · 1908 · 1909 · 1910 · 1911 · 1912 · 1913 · 1914 · 1915 · 1916 · Eerste Wereldoorlog · 1919 · 1920 · 1921 · 1922 · 1923 · 1924 · 1925 · 1926 · 1927 · 1928 · 1929 · 1930 · 1931 · 1932 · 1933 · 1934 · 1935 · 1936 · 1937 · 1938 · 1939 · 1940-1945 (Tweede Wereldoorlog) · 1946 · 1947 · 1948 · 1949 
 Lijst van Grand Prix-wedstrijden voor 1950